# Nephtys simoni
Nephtys simoni är en ringmaskart som beskrevs av Perkins 1980. Nephtys simoni ingår i släktet Nephtys och familjen Nephtyidae.
Artens utbredningsområde är Mexikanska golfen. Inga underarter finns listade i Catalogue of Life.